# Série 1050
La  Série 1050 est une série de locomotives.